# Ivan Savvič Nikitin
Ivan Savvič Nikitin (in russo Иван Саввич Никитин?; Voronež, 3 ottobre 1824 – Voronež, 1861) è stato un poeta e scrittore russo.

## Biografia

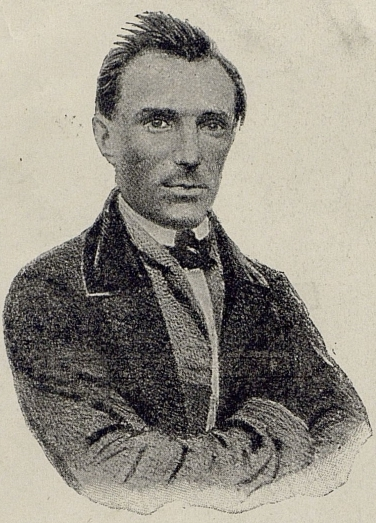
Nikitin intorno al 1845

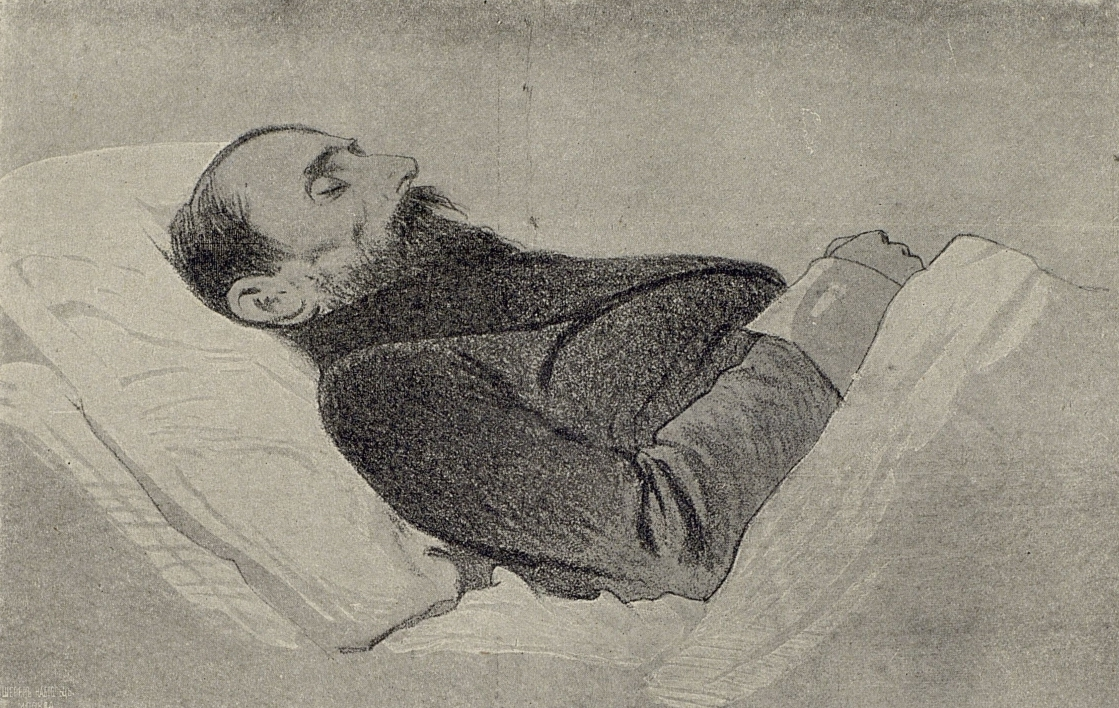
Nikitin sul suo letto di morte, 1861

Ivan Savvič Nikitin nacque a Voronež il 3 ottobre 1824, in una famiglia di ricchi commercianti di candele.
La sua istruzione primaria la ricevette da un vicino, prima di entrare, all'età di otto anni, in seminario, dove manifestò la sua passione per la letteratura, l'amore per le persone e per la natura.
Nel 1853 esordì pubblicando su un giornale locale la sua prima poesia, influenzato da Nikolaj Alekseevič Nekrasov e da Aleksej Vasil'evič Kol'cov,sia per i soggetti sia per lo stile narrativo realistico, ma già tre anni dopo, scrisse un libro di versi originali e personali, intitolato Taras (1860), pur sempre nell'ambito della lirica di ispirazione popolare campagnola.
Il suo successivo poemetto Il contadino arricchito (Kulak, 1861), gli diede notorietà in tutta la Russia.
Negli stessi anni coronò una sua grande meta, ossia aprire una libreria come centro culturale, anche se le sue condizioni di salute non lo assistettero, al punto da caratterizzare di pessimismo le sue poesie, un pessimismo edulcorato dalla fiducia nella sua creazione.
Le poesie di Nikitin furono intrise del confronto tra la vita dell'uomo e quella della natura e di note pessimistiche, anche se mai disperate, nemmeno quando rievocò eventi tristi della sua infanzia.
Nelle sue liriche espresse le problematiche materiali, sociali e morali, le tematiche umanitarie dell'ambiente provinciale contemporaneo, soprattutto dei poveri e degli oppressi, caratterizzandosi per una forte idealizzazione dei personaggi.
Tra le liriche di Nikitin aventi un tono più obiettivo, alcune come Ha scavato la vanga una fossa profonda (Vyryta zastupom jama glubokaja), La moglie del vetturino (Žena jamščika), L'aratore (Pachar'), Il canto del contadino povero (Pesna bobyla), Il nido della rondine (Gnezdo lastočki), diventarono popolari per molto tempo.
Particolare interesse presentò anche la sua prosa, intitolata Diario di un seminarista (Dnevnik seminarista, 1860).

## Opere
- Taras (1860);
- Diario di un seminarista (Dnevnik seminarista, 1860);
- Il contadino arricchito (Kulak, 1861);
- Ha scavato la vanga una fossa profonda (Vyryta zastupom jama glubokaja);
- La moglie del vetturino (Žena jamščika);
- L'aratore (Pachar');
- Il canto del contadino povero (Pesna bobyla);
- Il nido della rondine (Gnezdo lastočki).